# 일진학
일진학(日震學, helioseismology)은 태양 내부의 압력 파동의 전파에 관한 연구이다. 행성의 지진파를 연구하는 지진학(geoseismology)처럼 파동의 전파를 통해 태양의 내부 구조를 연구하기 위한 것이므로 이러한 이름이 붙었으며, 마찬가지로 일반적인 항성의 진동을 연구하는 성진학도 있다. 태양의 압력파는 지구의 지진파와 다르게 비틀림 성분(S파)이 없다.
태양의 압력은 태양 표면 근처의 대류층의 난류에 의해서 발생한다. 그리고 특정 주파수는 보강 간섭에 의해 증폭된다. 즉, 난류는 태양을 마치 종처럼 울린다. 음파는 태양의 외부 광구로 전파된다. 그곳은 태양에 의해 방출된 빛이 생성된 곳이다. 음파 진동은 거의 임의의 시간의 일련의 태양 이미지에서 검출되지만 광구 흡수선의 도플러 시프트를 측정하여 가장 잘 관측된다.
태양을 통한 압력 파동의 전파내의 변동들은 내부 구조를 드러내고 천체 물리학자들이 태양의 내부 조건의 극도로 세부 단면을 그려낼 수 있게 허용한다.
태양 지진학에 의해 드러난 특색들은 외부 대류 층과 내부 복사층이 다른 속도로 회전하여 태양의 주요 자기장을 발생시킨다는 것을 포함한다. 그리고 대류층은 표면 아래 수천 킬로미터에 플라즈마의 제트 기류를 지닌다. 이들 제트 기류는 적도에서 폭넓은 전면을 형성하고 높은 위도에서 더 작은 태풍으로 부서진다.
태양의 지진학은 지구에서 바라봤을 때 태양의 뒷면에 있는 흑점을 검출하는 데 사용될 수 있다.
태양 진동의 전형
- P 모드의 (음파)
- g 모드 (중력파)
- f 모드( 표면 중력파)

태양 진동의 모드(mode)를 통해 태양의 내부 조성을 파악할 수 있는데, 이를 통해 태양의 나이를 유추할 수 있다. 이것과 운석의 방사능 연대를 대조하여 태양계의 나이를 교차검증할 수 있다.

## 역사
1975년과 1976년 Brookes, Sverny 등 많은 천문학자들이 태양 표면에서 160분 주기 진동이 일어나는 것을 독립적으로 발견했다. 이는 태양 자체의 파동이 아니라 지구상에서 관측하기 때문에 발생하는 것이었지만, 결과적으로는 일진학의 발달을 위한 시초가 되었다.
1980년대 후반에는 태양의 진동을 관측함으로써 태양의 내부 구조를 파악할 수 있었다. 이로써 1960년대부터 제기되었던 태양 뉴트리노 문제가 태양 내부 구조에 대한 잘못된 모델에 기인하였을 것이라는 가능성을 배제할 수 있었다.

## 같이 보기
- 차등회전
- 모레톤파
- 태양 중성미자 문제
- 항성 자전

## 참고 문헌
1. ↑  Christensen-Dalsgaard, Jørgen. "Helioseismology." Reviews of Modern Physics 74.4 (2002): 1073.